# Chrastavice
Chrastavice är en ort i Tjeckien.   Den ligger i regionen Plzeň, i den västra delen av landet, 130 km sydväst om huvudstaden Prag. Chrastavice ligger 450 meter över havet och antalet invånare är 331.
Terrängen runt Chrastavice är platt åt nordväst, men åt sydost är den kuperad. Terrängen runt Chrastavice sluttar norrut. Runt Chrastavice är det ganska glesbefolkat, med 21 invånare per kvadratkilometer. Närmaste större samhälle är Domažlice, 2,4 km sydväst om Chrastavice. Omgivningarna runt Chrastavice är en mosaik av jordbruksmark och naturlig växtlighet.